# Uckerland
Uckerland – gmina w Niemczech, w północnej części kraju związkowego Brandenburgia, w powiecie Uckermark. Najbardziej na północ położona gmina kraju związkowego.